# 30312 Lilyliu
30312 Lilyliu este un asteroid din centura principală de asteroizi.

## Descriere
30312 Lilyliu este un asteroid din centura principală de asteroizi. A fost descoperit pe 3 mai 2000 la Socorro, New Mexico, în cadrul proiectului LINEAR. Asteroidul prezintă o orbită caracterizată de o semiaxă mare de 2,43 ua, o excentricitate de 0,08 și o înclinație de 5,0° în raport cu ecliptica.